# SC St. Stefan
Der SC JobCreativ St. Stefan/Lav., kurz SC St. Stefan, ist ein Fußballverein aus der Kärntner Bezirkshauptstadt Wolfsberg, aus dem Stadtteil St. Stefan. Der Verein gehört dem Kärntner Fußballverband (KFV) an und spielt seit der Saison 2019/20 in der Unterliga Ost, der fünfthöchsten Spielklasse.

## Geschichte
Der SC St. Stefan wurde 1949 gegründet. Der Verein spielte über 50 Jahre lang in den unteren Kärntner Ligen. 2005 gelang den Wolfsbergern schließlich erstmals der Aufstieg in die Kärntner Liga. In der Saison 2008/09 wurde St. Stefan überlegen Meister der Kärntner Liga, auf Vizemeister SK Austria Kärnten II hatte man 14 Punkte Vorsprung. Dadurch stieg der Verein erstmals in der Vereinsgeschichte in die drittklassige Regionalliga auf. In der Debütsaison in der Regionalliga Mitte belegte der Verein den dritten Tabellenrang.
Der in finanzielle Probleme geratene Klub ging zur Saison 2010/11 eine Spielgemeinschaft mit dem SK Austria Klagenfurt ein. Im März 2011 gingen die Wolfsberger schließlich vollkommen im SK Austria Klagenfurt auf.
Zur Saison 2012/13 nahm der inzwischen neu gegründete SC St. Stefan den Platz der zweiten Mannschaft von Austria Klagenfurt in der fünftklassigen Unterliga Ost ein. Von Landesliga oder Regionalliga war nach der Neugründung jedoch nichts mehr zu sehen, am Ende der Saison 2013/14 stiegen die Wolfsberger als Vorletzter gar in die sechstklassige 1. Klasse ab. In der 1. Klasse verbrachte St. Stefan fünf Spielzeiten, ehe man in der Saison 2018/19 Meister der Gruppe D wurde und somit wieder in die Unterliga aufstieg.